# Gunung Gompongbro
Gunung Gompongbro är en kulle i Indonesien.   Den ligger i provinsen Aceh, i den västra delen av landet, 1 700 km nordväst om huvudstaden Jakarta. Toppen på Gunung Gompongbro är 123 meter över havet, eller 62 meter över den omgivande terrängen. Bredden vid basen är 3,0 km.
Terrängen runt Gunung Gompongbro är platt åt sydost, men åt nordväst är den kuperad. Havet är nära Gunung Gompongbro åt sydväst.Runt Gunung Gompongbro är det ganska glesbefolkat, med 22 invånare per kvadratkilometer. I omgivningarna runt Gunung Gompongbro växer i huvudsak städsegrön lövskog.